# Goirle
Goirle (anhörenⓘ,  mit Dehnungs-i) ist eine Gemeinde in den Niederlanden, Provinz Noord-Brabant. Ihre Gesamtfläche ist 43,38 km². Goirle hat 24.461 Einwohner (Stand 1. Januar 2025).

## Orte; Name
Die Gemeinde umfasst das Dorf Goirle, wo sich die Gemeindeverwaltung befindet, und die benachbarten Dörfer Riel und Nieuwkerk. Riel war bis 1997 eine selbständige Gemeinde.
Der Name Goirle ist von „goor“ (= mooriges, feuchtes Land) abgeleitet. Das Flüsschen Leij fließt durch die Gemeinde.

## Lage, Geschichte, Wirtschaft
Goirle liegt unmittelbar südlich von Tilburg und hat sich in den letzten Jahrzehnten zu einem Vorort dieser Stadt entwickelt. Der südliche Abschnitt der Stadtautobahn um Tilburg hat eine Ausfahrt nach Goirle.
Goirle war bis etwa 1850 ein Bauerndorf; dann aber siedelten sich hier Textilfabriken an, die Wolle verarbeiteten. Als diese wegen der zu scharfen Konkurrenz aus dem Fernen Osten eingingen, machten sie vielen kleineren Betrieben Platz. Als Tilburg sich zur mittelgroßen Stadt zu entwickeln anfing, wuchs auch Goirle durch die Ansiedlung von Pendlern. Eine Eingemeindung durch Tilburg wurde mehrmals durch erfolgreiche Proteste der Bürger von Goirle verhindert.

## Sehenswürdigkeiten
- Der Wald von Nieuwkerk (125 Hektar), der 1930–1936 als Arbeitsbeschaffungsprojekt angepflanzt wurde.
- Das Naturgebiet De Regte Heide (250 Hektar), wo sich einige Grabhügel aus der Bronzezeit befinden.
- Die Dorfkirchen von Goirle und Riel haben beide einen bemerkenswerten, mittelalterlichen Kirchturm.
- Denkmal für den Wehrmachtssoldaten Karl-Heinz Rosch, welcher bei der Rettung zweier niederländischer Kinder, vor alliierten Jagdfliegern, sein Leben ließ.

## Bilder

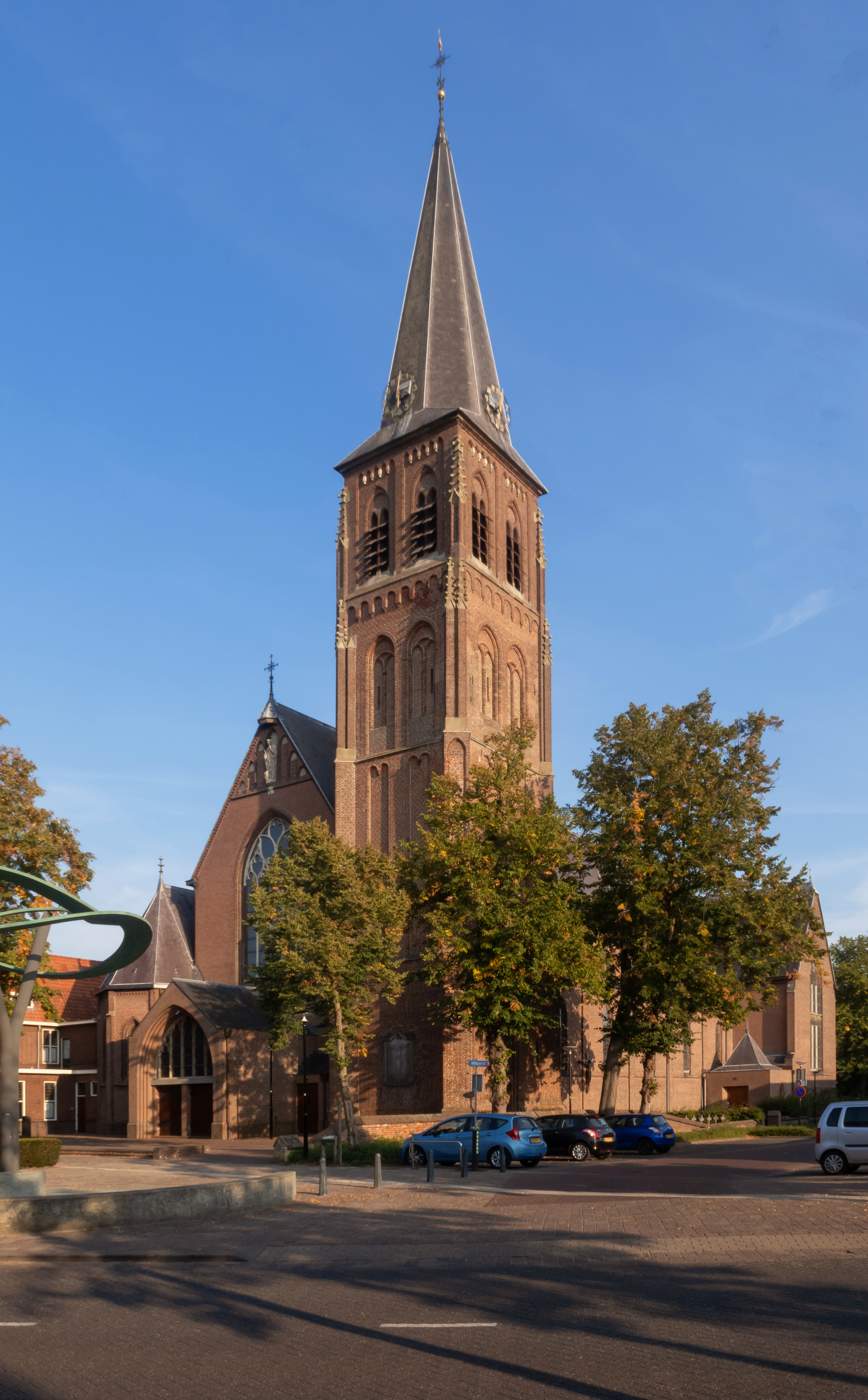
Goirle, Kirche: de Sint-Johannes Onthoofdingkerk
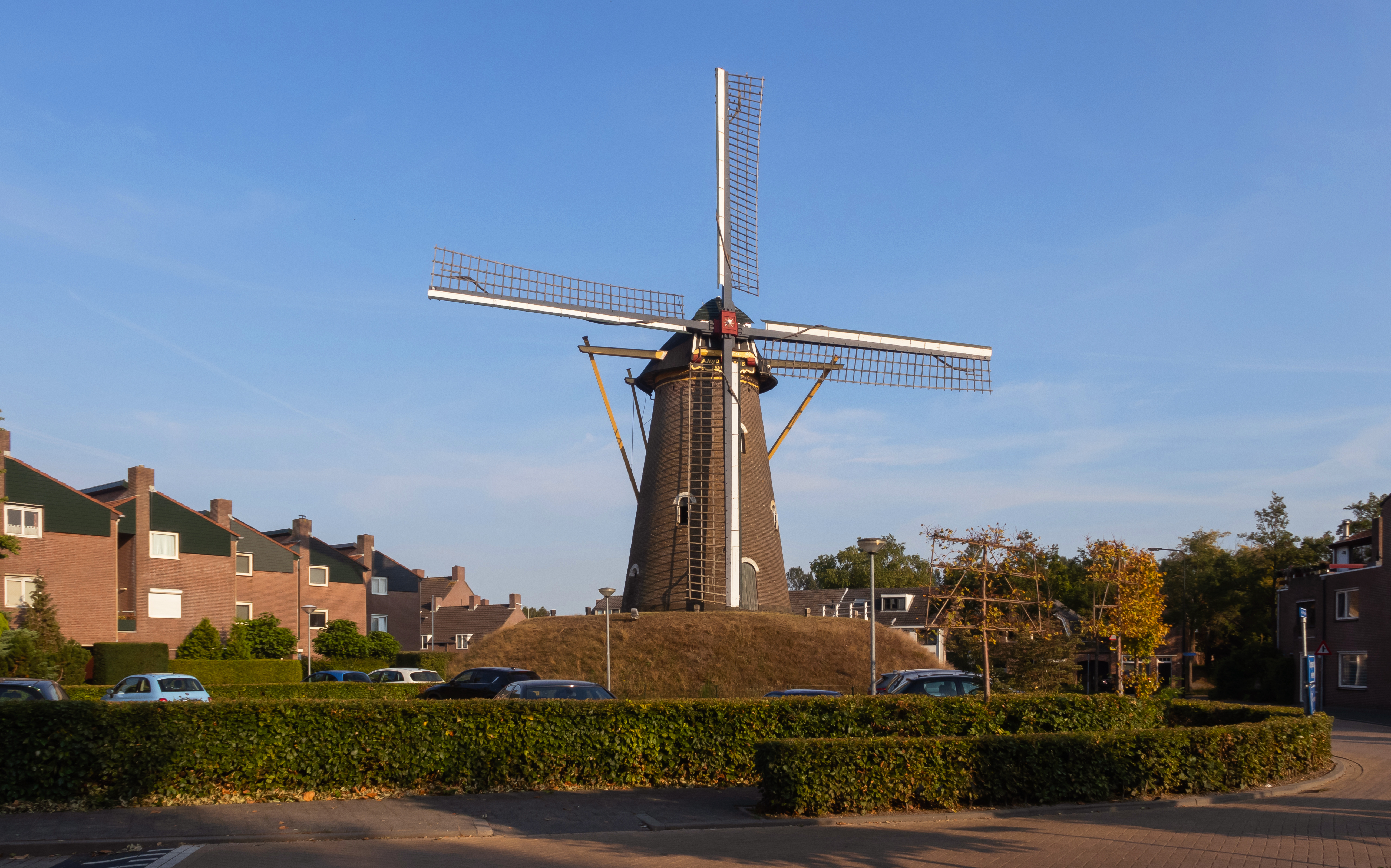
Goirle, Mühle: windmolen De Visscher
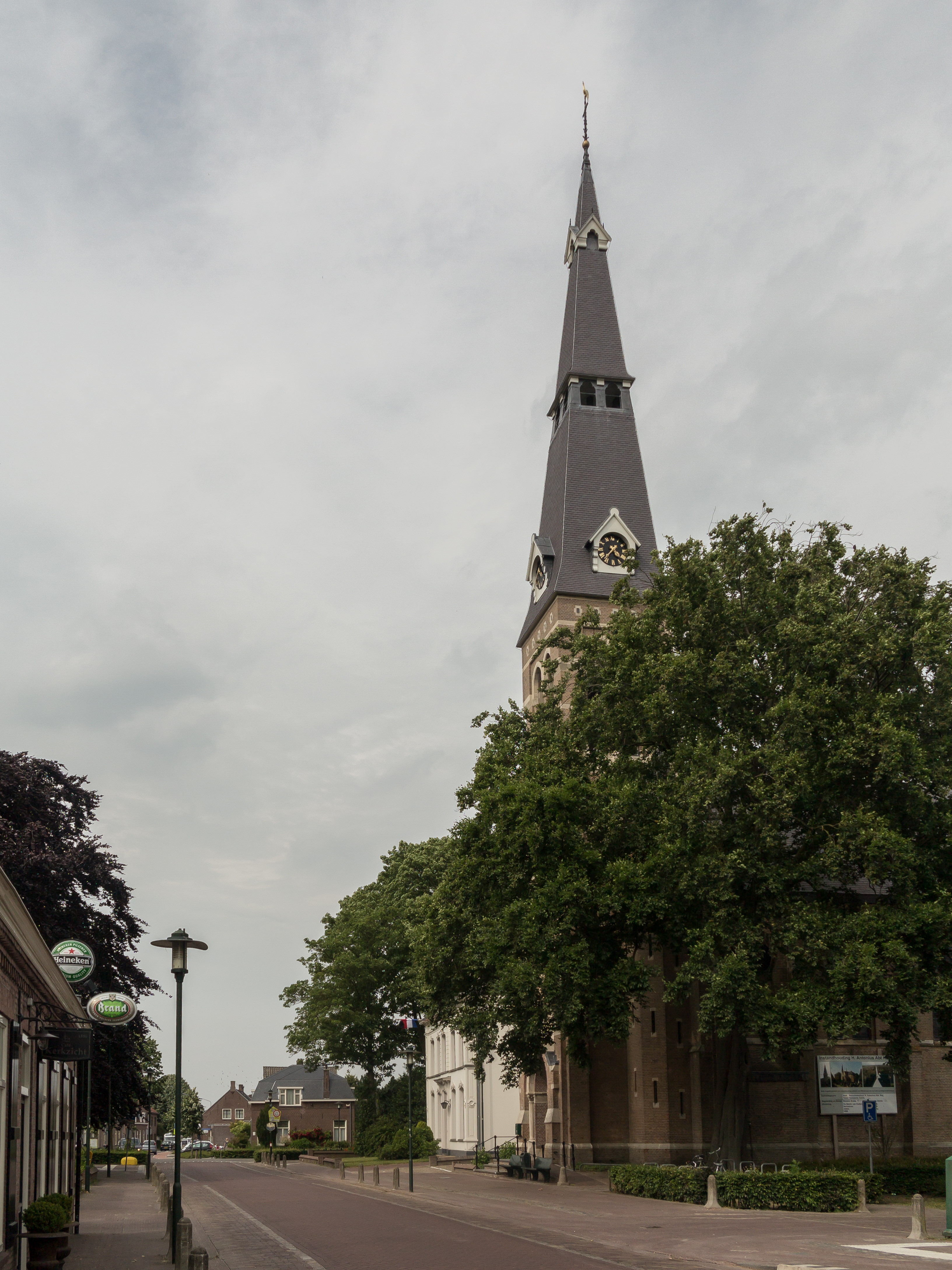
Riel, Kirche: de Sint Antonius Abtkerk

## Politik
Die Lijst Riel-Goirle konnte bei der Kommunalwahl 2018 ihren Wahlsieg aus dem Jahre 2014 mit 22 Prozent der Stimmen verteidigen. Zwischen 2018 und 2022 formen sie eine Koalition mit der CDA, Pro Actief Goirle und der VVD.

### Gemeinderat
Der Gemeinderat wird seit 1982 folgendermaßen gebildet:
| Partei                               | Sitze a | Sitze a | Sitze a | Sitze a | Sitze a | Sitze a | Sitze a | Sitze a | Sitze a | Sitze a | Sitze a | Sitze a |
| Partei                               | 1982    | 1986    | 1990    | 1994    | 1996 b  | 1999    | 2002    | 2006    | 2010    | 2014    | 2018    | 2022    |
| ------------------------------------ | ------- | ------- | ------- | ------- | ------- | ------- | ------- | ------- | ------- | ------- | ------- | ------- |
| Lijst Riel-Goirle c                  | –       | –       | –       | –       | 5       | 8       | 7       | 5       | 6       | 4       | 4       | 5       |
| Gezond Verstand Goirle Riel          | –       | –       | –       | –       | –       | –       | –       | –       | –       | –       | –       | 4       |
| Pro Actief Goirle                    | –       | –       | –       | –       | –       | –       | –       | 3       | 3       | 3       | 3       | 2       |
| PvdA                                 | 3       | 3       | 2       | 2       | 1       | 1       | 2       | 4       | 2       | 2       | 1       | 2       |
| VVD d                                | –       | 2       | 1       | 1       | 2       | 2       | 2       | 1       | 2       | 3       | 3       | 2       |
| D66                                  | 0       | 0       | –       | 2       | 2       | 1       | 1       | 0       | –       | –       | 2       | 2       |
| CDA                                  | 5       | 5       | 5       | 3       | 2       | 2       | 2       | 3       | 3       | 3       | 3       | 1       |
| Arbeiderspartij Goirle-Riel e        | –       | –       | –       | –       | –       | –       | –       | –       | 1       | 1       | 1       | 1       |
| SP                                   | –       | –       | –       | 1       | –       | –       | –       | –       | 2       | 3       | 2       | –       |
| Goirlese Katholieke Arbeiders Partij | 1       | 2       | 1       | 3       | 3       | 1       | 3       | 3       | –       | –       | –       | –       |
| GroenLinks                           | –       | –       | 3       | 2       | 2       | 3       | 2       | –       | –       | –       | –       | –       |
| Gemeenschaps- belangen Goirle        | 2       | 1       | 2       | 2       | 2       | 1       | –       | –       | –       | –       | –       | –       |
| Goirle ’62 c                         | 2       | 1       | 2       | 1       | –       | –       | –       | –       | –       | –       | –       | –       |
| PP Goirle f                          | –       | 1       | 1       | –       | –       | –       | –       | –       | –       | –       | –       | –       |
| Realisten ’82                        | 1       | 1       | –       | –       | –       | –       | –       | –       | –       | –       | –       | –       |
| PSP                                  | 1       | 1       | –       | –       | –       | –       | –       | –       | –       | –       | –       | –       |
| Verhagen voor Democratie d           | 2       | –       | –       | –       | –       | –       | –       | –       | –       | –       | –       | –       |
| Gesamt                               | 17      | 17      | 17      | 17      | 19      | 19      | 19      | 19      | 19      | 19      | 19      | 19      |

Anmerkungen

### College van B&W
Die Koalitionsparteien CDA, Lijst Riel-Goirle, Pro Actief Goirle und VVD stellen dem College van burgemeester en wethouders jeweils einen Beigeordneten bereit. Folgende Personen gehören zum Kollegium:
| Funktion           | Name                         | Partei            | Anmerkung                                 |
| ------------------ | ---------------------------- | ----------------- | ----------------------------------------- |
| Bürgermeister      | Mark van Stappershoef        | CDA               | seit dem 28. September 2016 im Amt        |
| Beigeordnete       | Marijo Immink-Hoppenbrouwers | Pro Actief Goirle | erste Stellvertreterin des Bürgermeisters |
| Beigeordnete       | Bert Schellekens             | Lijst Riel-Goirle | zweiter Stellvertreter des Bürgermeisters |
| Beigeordnete       | Piet Poos                    | CDA               | dritter Stellvertreter des Bürgermeisters |
| Beigeordnete       | Johan Swaans                 | VVD               | vierter Stellvertreter des Bürgermeisters |
| Gemeindesekretärin | Jolie Hasselman              | –                 | seit September 2017 im Amt                |

### Städtepartnerschaft
- Krasnogorsk, Russland

## Söhne und Töchter der Gemeinde
- Tiest van Gestel (1881–1969), Bogenschütze
- Mathieu Hermans (* 1963), Radrennfahrer
- Paul van den Hout (* 1963), Bildhauer, Maler und Installationskünstler
- Jan Taminiau (* 1975), Modeschöpfer
- Amanda Hopmans (* 1976), Tennisspielerin
- Joris Mathijsen (* 1980), Fußballspieler
- Marcel Meeuwis (* 1980), Fußballspieler
- Floor Jansen (* 1981), Sängerin
- Michael de Leeuw (* 1986), Fußballspieler
- Ireen Wüst (* 1986), Eisschnellläuferin
- Virgil Misidjan (* 1993), Fußballspieler
- Sanne Rambags (* 1994), Jazz- und Improvisationsmusikerin
- Bregje de Brouwer (* 1999), Synchronschwimmerin
- Noortje de Brouwer (* 1999), Synchronschwimmerin